# Sony α7 III
Sony α7 III (модель ILCE-7M3) — цифровой беззеркальный фотоаппарат, представленный компанией Sony 26 Февраля 2018 года. Камера с байонетом Е оснащена полнокадровой матрицей разрешением 24,3 мегапикселя и предназначена для профессиональной съёмки. 
Отличия от предыдущей модели «Sony ILCE-7M2»,  новый 24-мегапиксельный полнокадровый сенсор с обратной подсветкой, гибридную систему фокусировки (693 точки фазового автофокуса, 425 контрастных датчиков), новую батарею, которая позволяет делать до 710 снимков на одном заряде (по методике CIPA), скорость съёмки до 10 кадров в секунду, дисплей с сенсорным покрытием.
Чуть раньше была выпущена камера Sony α7R III. Это более продвинутая версия Sony α7 III, с сенсором 42,4 мегапикселя, цена на старте продаж в России 240 тыс. рублей за Body.
Цена за Sony α7 III на старте продаж в апреле 2018 года, в России примерно 144 990 рублей. В США около 2000 долларов за Body.

## Особенности
Камера имеет несколько усовершенствований по сравнению с предыдущей моделью, α7 II, включая некоторые функции из более высокого класса a7R III и α9.
- 24 МП полнокадровый датчик с подсветкой сзади CMOS датчик
- 693 фазовое обнаружение точки автофокусировки с 93% покрытием, унаследованные от α9 и 425 контрастная автофокусировка точек
- непрерывный режим автофокусировки глаз
- 5-осевая оптическая стабилизация изображения в корпусе с преимуществом выдержки на 5,0 ступеней
- непрерывная съёмка 10 кадров в секунду (механическая или бесшумная)
- несколько видеорежимов 4K
- батарея от α9 и A7R III, примерный ресурс 710 кадров
- Повышенная работоспособность и функциональность, включая добавление джойстика для регулировки фокусных точек, двойных слотов для карт памяти Secure Digital, терминала SuperSpeed USB (USB 3.1 Gen 1) USB Type-C